# 1897 v loďstvech
Tento článek obsahuje významné události v oblasti loďstev v roce 1897.

## Lodě vstoupivší do služby
- leden –  HMS Renown

- leden –  Pothuau – pancéřový křižník (samostatná jednotka)

- únor –  Jauréguiberry – predreadnought (samostatná jednotka)

- květen –  Jupiter – predreadnought třídy Majestic

- 13. května –  SMS Wien – predreadnought třídy Monarch

- 16. května –  Cristóbal Colón – pancéřový křižník třídy Giuseppe Garibaldi

- červen –  Mars – predreadnought třídy Majestic

- 16. června –  USS Iowa (BB-4) – bitevní loď (samostatná jednotka)

- 17. srpna –  Fudži – predreadnought třídy Fudži

- 9. září –  Jašima – predreadnought třídy Fudži

- 12. prosince –  USS McCulloch – strážní kutr